# Ebuild
ebuild は、Gentoo Linux の Portage で使われるパッケージ管理用の Bash スクリプトである。
なお、Portage には同名のコマンドも存在するが、ここでは ebuild スクリプトに話を限定する。

## 概要
ebuild スクリプトは「(パッケージ名)-(バージョン)-(リビジョン).ebuild」という命名規則に従ったファイル名で、Portage ツリーの中の (カテゴリー名)/(パッケージ名) という ディレクトリ に納められる。ファイルの中にはパッケージの依存関係やライセンスなどのメタデータと実際のソフトウェアの構築手順が書かれている。構築に際して、Portage は使用されているアーキテクチャと事前に設定されたUSEフラグに従って細かい構成を選択する。これによって、バイナリーパッケージでは得られない構成の柔軟性が得られ、また最適化されたバイナリーの構築が可能となる。
Gentoo Portage リポジトリ にあるほとんどの ebuild はソースコードからプログラムをコンパイルするのに用いられる。しかし、中には mozilla-firefox-bin のようにバイナリパッケージをインストールするものや、ドキュメントやフォントのようなデータをインストールするものがある。

## eclass
多くの ebuild に共通の処理を eclass というファイルにまとめてあり、それを継承(inherit)することで記述量を減らすことができる。
たとえば、Python で書かれたソフトウェアのパッケージは distutils という標準モジュールを利用してインストールされるものが多いが、このようなパッケージのために distutils.eclass というものが用意されており、これを利用するとほとんど具体的なインストール手順を ebuild スクリプトには書かなくて済む。

## メタデータ
全ての ebuild で必須のメタデータは、
- DESCRIPTION (パッケージの概要)
- SRC_URI (ソフトウェア配布元)
- LICENSE (ソフトウェアライセンス)
- DEPEND (依存関係)

である。
依存関係には直接的なものだけを記述すれば、間接的に依存するパッケージは Portage が自動で辿る。

## 構築手順
ソースコードからの手動でのインストールに使われる手順と、ほぼ同じ処理が自動で実行される。
多くのパッケージでは、ソフトウェアの構築は大きく分けて「展開」「コンパイル」「インストール」の3段階で行われる。「展開」の段階では、主にダウンロードしたソースコードの tarball などを展開する。「コンパイル」の段階では、多くの場合、configure を実行し、make を実行する。「インストール」の段階では、多くの場合、make install を実行する。
なお、Portage では、sandbag と呼ばれる保護機能が標準で動作していて、すべての手順が完了するまでの間に、稼動中のルートファイルシステムには変更が及ばないようになっている。